# 康林
康林（1916年5月—1995年7月9日），江西于都人，中国人民解放军少将。中国共产党第九、十、十一届中央委员会候补委员。

## 生平
出身于一个农民家庭，幼年放牛，受过两年教育，亦曾为木匠学徒两年。1932年3月，参加中国工农红军。同年9月，加入中国共产主义青年团。1933年9月，转为中国共产党党员。参加了五次中央苏区反围剿战爭。历任警卫员、班长、特务员、副指导员、参谋、新四军第一支队教导大队队长、第一师三旅七团营长、如皋警卫团参谋长等职。1944年4月，任南通县警卫团团长。第二次国共内战期间，担任华东野战军第四纵队十一师参谋长，先遣纵队第四支队参谋长，第三野战军24军73师师长，参加孟良崮战役。
朝鲜战争中，率领72师参加上甘岭战役；后升任中国人民解放军第24军副军长，后改任中国人民解放军第28军副军长、军长，北京军区副司令员。1961年晋升为少将。获三级八一勋章、二级独立自由勋章和一级解放勋章。
1995年7月，康林在北京逝世。安葬于通州市干部公墓（位于今南通市通州区）。彭冲题词“戎马一生，丹心报国”。